# Josefin Nordlöw
Karin Josefin Nordlöw (Örnsköldsvik, 9 de marzo de 1982) es una deportista sueca que compitió en piragüismo en la modalidad de aguas tranquilas. Ganó dos medallas en el Campeonato Mundial de Piragüismo entre los años 2006 y 2009, y cuatro medallas en el Campeonato Europeo de Piragüismo entre los años 2005 y 2009.

## Palmarés internacional
| Campeonato Mundial | Campeonato Mundial       | Campeonato Mundial | Campeonato Mundial |
| Año                | Lugar                    | Medalla            | Competición        |
| ------------------ | ------------------------ | ------------------ | ------------------ |
| 2006               | Szeged (Hungría)         | Medalla de bronce  | K4 200 m           |
| 2009               | Dartmouth (Canadá)       | Medalla de bronce  | K2 500 m           |
| Campeonato Europeo |                          |                    |                    |
| Año                | Lugar                    | Medalla            | Competición        |
| 2005               | Poznań (Polonia)         | Medalla de bronce  | K4 200 m           |
| 2006               | Račice (República Checa) | Medalla de bronce  | K4 200 m           |
| 2007               | Pontevedra (España)      | Medalla de bronce  | K4 200 m           |
| 2009               | Brandeburgo (Alemania)   | Medalla de oro     | K2 1000 m          |